# Bromure de nitrosyle
Le bromure de nitrosyle est un composé inorganique de la famille des oxybromures, de formule NOBr. C'est un gaz rouge dont le point de condensation est légèrement inférieur à la température ambiante.
Il peut être formé par la réaction réversible entre le monoxyde d'azote et le dibrome à 0 °C. Cette réaction présente en plus l'intérêt d'être une des rares réactions gazeuses homogènes d'ordre 3 :
{\displaystyle \mathrm {2\ NO+Br_{2}\longrightarrow 2\ NOBr} }
Il est également produit par réaction entre le dioxyde d'azote et le bromure de potassium :
{\displaystyle \mathrm {2\ NO_{2}+KBr\longrightarrow NOBr+KNO_{3}} }
Le bromure de nitrosyle est sujet à la photo-dissociation dans les conditions normales de température et de pression.